# کارکایکسنت
کارکایکسنت (به اسپانیایی: Carcaixent) یک شهرستان در اسپانیا است که در Ribera Alta واقع شده‌است.

## خصوصیات
کارکایکسنت ۵۹٫۳ کیلومترمربع مساحت و ۲۱٬۹۷۳ نفر جمعیت دارد و ۲۱ متر بالاتر از سطح دریا واقع شده‌است.

## خواهرخوانده
شهر Bagnols-sur-Cèze خواهرخواندهٔ کارکایکسنت هست.